# Salelologa
Salelologa è un villaggio delle Samoa, ubicato all'estremità orientale dell'isola di Savai'i, nel distretto di Fa'asaleleaga, di cui è il centro abitato e commerciale più grande. È sede dell'unico approdo per traghetti dell'isola e quindi il suo principale punto di ingresso.

## Centro abitato
A Salelologa è presente un'unica via commerciale; sono presenti banche come la ANZ Bank e la Westpac Bank. Vi si trovano, inoltre, negozi di souvenir con oggetti fatti a mano ed alcuni fra questi negozi fungono anche da mini-supermercati. Il mercato di Salelologa è frequentato soprattutto da commercianti di frutta, verdura e pesce. Il mercato è una nuova costruzione su due piani, al cui piano superiore vi sono molti fast food di cibi locali: è aperto dal lunedì al venerdì dalle 7 alle 16, il sabato fino a mezzogiorno, mentre la domenica è chiuso.
Nel centro abitato sono presenti anche il Savai'i Travel Center (un'agenzia di viaggi), la Treasure House (una gioielleria) ed altri piccoli negozi.
È anche una zona turistica, in quanto sono presenti hotel, resort e bed & breakfast.

## Infrastrutture e trasporti
Essendo il villaggio di Savai'i più abitato, è anche il punto di arrivo e di partenza per altre destinazioni, in particolare l'isola di Upolu. I principali trasporti sono i traghetti, l'aereo ed il trasporto su gomma.

### Traghetti

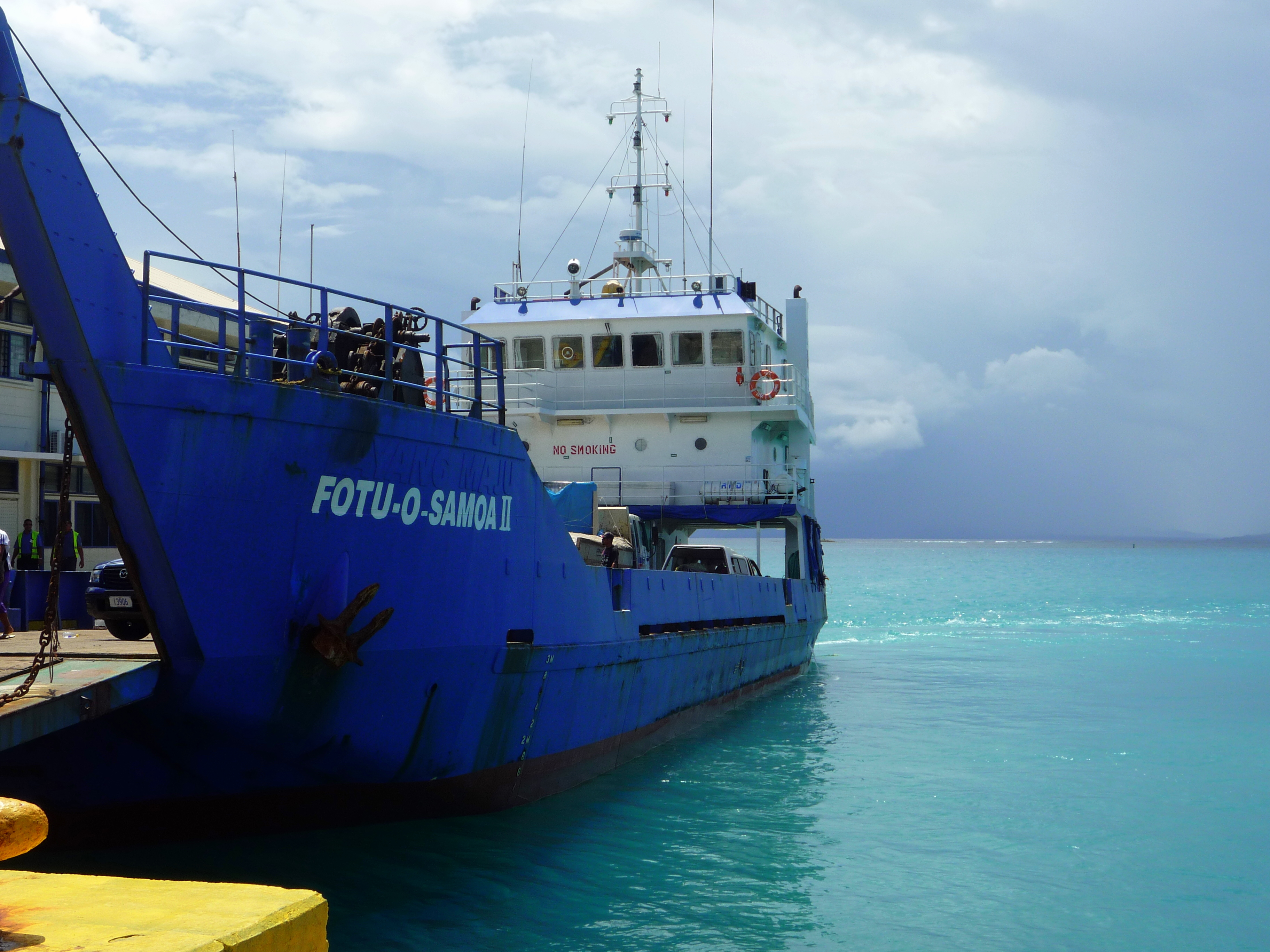
La nave Fotu-o-Samoa all'attracco di Salelologa

Il servizio traghetti è operato dalla Samoa Shipping Corporation, che opera le tratte fra Salelologa e Mulifanua con navi che possono trasportare anche autoveicoli. La tratta, della durata di poco più di un'ora, prevede l'attraversamento dello stretto di Apolima.

### Aeroporto
Salelologa è munita anche di un aeroporto, nella vicina Maota, a 10 minuti di distanza, sul quale operano le compagnie Polynesian Airlines e Samoa Air, con relativi collegamenti con Asau, Apia, Fagali'i ed altre destinazioni nelle isole del Pacifico.

### Trasporto su gomma

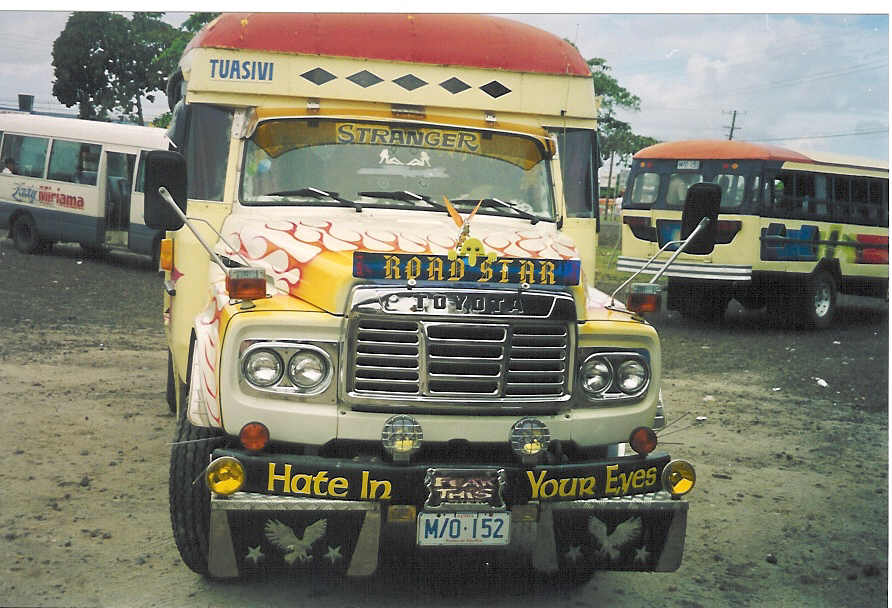
Un bus locale

I mezzi più utilizzati ed economici sono i taxi e gli autobus, ma sono presenti anche agenzie di autonoleggio, alle quali ci si rivolge anche per girare l'isola intera. Non vi sono fermate dei bus, il cui percorso segue la strada principale di Salelologa. Essi fermano soprattutto al porto ed all'aeroporto.

## Biblioteca
Salelologa è sede dell'unica biblioteca pubblica dell'isola di Savai'i, la Savai'i Public Library, situata vicino al vecchio mercato. È l'unica succursale della Nelson Memorial Public Library, la biblioteca centrale presente ad Apia, sull'isola di Upolu.